# Union technique du bâtiment
L'Union technique du bâtiment ou UTB est un groupe français des métiers du bâtiment fondé en 1933 à Pantin. Il est spécialisé dans les métiers du second œuvre (plomberie, couverture, charpente, climatisation…). C'est l'une des plus grandes Scop de France.

## Histoire
L'Union technique du bâtiment est créée en Scop en 1933,,. L'entreprise est alors spécialisée dans le plomb, la couverture et le chauffage.
Après la seconde guerre mondiale, l'entreprise se développe du fait des besoins de reconstruction. En parallèle de son activité traditionnelle, l'entreprise acquiert progressivement un savoir-faire dans le domaine de la restauration des Monuments Historiques
En 1973, la Scop élit à sa tête Claude Bordier.
Dans les années 80, l'entreprise développe un activité complémentaire d'entreprise générale du bâtiment pour se positionner sur le marché de la rénovation des logements sociaux.
En 1995, UTB installe son siège social à Pantin
En 1996, Charles-Henri Montaut est élu PDG en remplacement de Claude Bordier.
Dans les années 2000, la Scop multiplie agences et filiale à Lagny (77), Orléans (45), Villejuif (94), Saint-Nicolas-les-Cîteaux (21) et Puteaux (92). En 2012, UTB possède cinq implantations en Île-de-France et cinq filiales en province.
En 2019, le siège de Pantin est déménagé sur la Zac de l'horloge à Romainville.

## Organisation coopérative
Une partie des salariés d'UTB sont sociétaires de l'entreprise et détiennent la totalité de son capital social. En 2012, c'est le cas de 400 salariés sur 1000. Ces sociétaires se réunissent chaque année en assemblée générale pour décider les grandes orientations de l'entreprise, désigner les administrateurs de la société et décider de la répartition des bénéfices,,.
Le conseil d'administration compte 12 administrateurs. C'est lui qui élit le PDG de la Scop.

## Prestations et qualifications
UTB réalise des prestations de couverture, étanchéité, charpente, ornementation, électricité, plomberie, chauffage, ventilation, climatisation, serrurerie-métallerie, taille de pierre, marbrerie, bardage, ossature bois, et traitement de l'amiante,.
UTB réalise des prestations de dépannage, notamment en plomberie, électricité, chauffage, ventilation, climatisation.
Depuis les années 80, UTB intervient comme entreprise générale du bâtiment.
UTB est qualifié pour intervenir sur les bâtiments classés Monuments historiques. UTB est ainsi notamment intervenu sur le Petit Palais, le château de Vaux-le-Vicomte, les Grands Moulins de Pantin, le Printemps Haussmann, et l'église Saint-Sulpice de Paris,.